# Ligne de Pont-l'Évêque à Honfleur
La ligne de Pont-l'Évêque à Honfleur est une ligne de chemin de fer française à écartement standard et à voie unique non électrifiée. Elle relie Honfleur à Lisieux par Pont-l'Évêque. Seule une section de la ligne est ouverte pour le fret.

## Histoire
Les 2 février et 6 avril 1855 est signée une convention entre le ministre des Travaux publics et les compagnies des chemins de fer de Paris à Saint-Germain, de Paris à Rouen, de Rouen au Havre, de l'Ouest, de Paris à Caen et à Cherbourg. Cette convention organise la fusion de ces compagnies au sein de la Compagnie des chemins de fer de l'Ouest. En outre elle concède à titre définitif à la compagnie un embranchement de Lisieux à Honfleur. Cette convention est approuvée par décret impérial le 7 avril 1855.

Le 1er juillet 1858, une ligne de 18 km partant de la ligne Mantes-la-Jolie - Cherbourg est ouverte entre la gare de Lisieux et la gare de Pont-l'Évêque. Le 7 juillet 1862, elle est prolongée par un embranchement de 25 km en direction de Honfleur par Quetteville. Le 8 juin 1889, la ligne entre la gare de Glos-Montfort, sur la ligne de Serquigny à Oissel, et Pont-Audemer est prolongée jusqu'à Quetteville, permettant ainsi de relier Honfleur à Évreux et Rouen.
Le 26 septembre 1971, la ligne est fermée au trafic voyageurs. Le 1er juin 1975, le trafic cesse officiellement sur la section entre Pont-l’Évêque et Quetteville qui est déclassée par un décret du 11 juillet 1994 afin de supprimer un pont-rail à Pont-l'Évêque. En 2020, la section entre Quetteville et Honfleur est toujours propriété de SNCF Réseau.

## Trafic actuel
En 2005, la trafic fret entre Beuzeville et Honfleur cesse. RFF continue toutefois à entretenir l’infrastructure sous la pression des élus locaux et des services portuaires. Cela a permis sa réouverture en 2008.
Dans son Plan rail 2020, la région Basse-Normandie envisage de réutiliser la voie pour le trafic voyageurs entre Honfleur et Glos-Montfort en remettant en service une section de l'ancienne ligne Évreux-Embranchement - Quetteville.
La section entre Pont-l'Évêque et Saint-André-d'Hébertot est aménagée en véloroute et est parcourue par l'EuroVelo 4 (La Vélomaritime en France) et La Seine à vélo.